# Acetilcorinolina
Acetilcorinolina es un bio-activo aislado de Corydalis ambigua. Inhibe la maduración de las células dendríticas derivadas de la médula ósea en ratones . Sin embargo, sólo es citotóxico en cantidades de más de 20 μM.